# Internationella dagen för utrotande av fattigdom
Den Internationella dagen för utrotande av fattigdom är temadag firas årligen den 17 oktober runt hela världen. Dagens syfte är att uppmärksamma den globala fattigdomen. Dagen är officiellt erkänd av FN år 1992, men grunden för dagen är från händelserna som ägde rum i Trocadéro av Paris år 1987. Då samlades 100 000 människor för att hedra offren för fattigdom, svält, våld och rädsla.